# Alchemilla holocycla
Alchemilla holocycla é uma espécie de rosácea do gênero Alchemilla, pertencente à família Rosaceae.